# SAMPA
SAMPA, acronimo di Speech Assessment Methods Phonetic, è un sistema di codifica di caratteri fonetici basato sull'alfabeto fonetico internazionale (IPA). Può essere usato su tutti i computer che usino i caratteri ASCII a 7 bit.